# Янкувек (Томашовський повіт)
Янкувек (пол. Jankówek) — село в Польщі, у гміні Рокіцини Томашовського повіту Лодзинського воєводства.
Населення — 71 особа (2011).
У 1975-1998 роках село належало до Пйотрковського воєводства.

## Демографія
Демографічна структура станом на 31 березня 2011 року:
|          | Загалом | Допрацездатний вік | Працездатний вік | Постпрацездатний вік |
| -------- | ------- | ------------------ | ---------------- | -------------------- |
| Чоловіки | 29      | 3                  | 22               | 4                    |
| Жінки    | 42      | 11                 | 23               | 8                    |
| Разом    | 71      | 14                 | 45               | 12                   |